# Остальці
Оста́льці — село в Україні, у Теребовлянській міській громаді Тернопільського району Тернопільської області. Розташоване на річці Гнізна. До 2015 підпорядковувалось Сущинській сільській раді.
Населення — 352 особи (01.01.2015).

## Історія
Поблизу села виявлено археологічні пам'ятки черняхівської культури.
29 квітня 1945 в Остальцях відбувся бій сотні «Бурлаки» з військами НКДБ.
12 червня 2020 року, відповідно до розпорядження Кабінету Міністрів України № 724-р «Про визначення адміністративних центрів та затвердження територій територіальних громад Тернопільської області» увійшло до складу Теребовлянської міської громади.
19 липня 2020 року, в результаті адміністративно-територіальної реформи та ліквідації Теребовлянського району, село увійшло до складу Тернопільського району.

## Політика

### Парламентські вибори, 2019
На позачергових парламентських виборах 2019 року у селі функціонувала окрема виборча дільниця № 610872, розташована у приміщенні школи.
Результати
- зареєстровано 268 виборців, явка 71,64 %, найбільше голосів віддано за «Слугу народу» — 58,64 %, за Радикальну партію Олега Ляшка — 8,90 %, за Всеукраїнське об'єднання «Батьківщина» — 7,33 %.[3] В одномандатному окрузі найбільше голосів отримала Алла Стечишин (самовисування) — 84,74 %, за Ігоря Сопеля (Слуга народу) — 4,74 %, за Миколу Люшняка (самовисування) і Володимира Бліхаря (Всеукраїнське об'єднання «Батьківщина») — по 3,16 %[4].

## Релігія
- церква Святого Великомученика Димитрія Солунського (1863, мурована, ПЦУ)
- капличка Божої Матері (2003, мурована).

## Пам'ятки
- Гідрологічна пам'ятка природи місцевого значення Осталецьке джерело.

## Соціальна сфера
Діють ЗОШ 1 ступеня, клуб, бібліотека.

## Відомі люди
У селі народилися:
- Юрій Мелимука — радянський партійний діяч, господарник.
- лікар-психолог та письменник Володимир Пасіка.

## Галерея

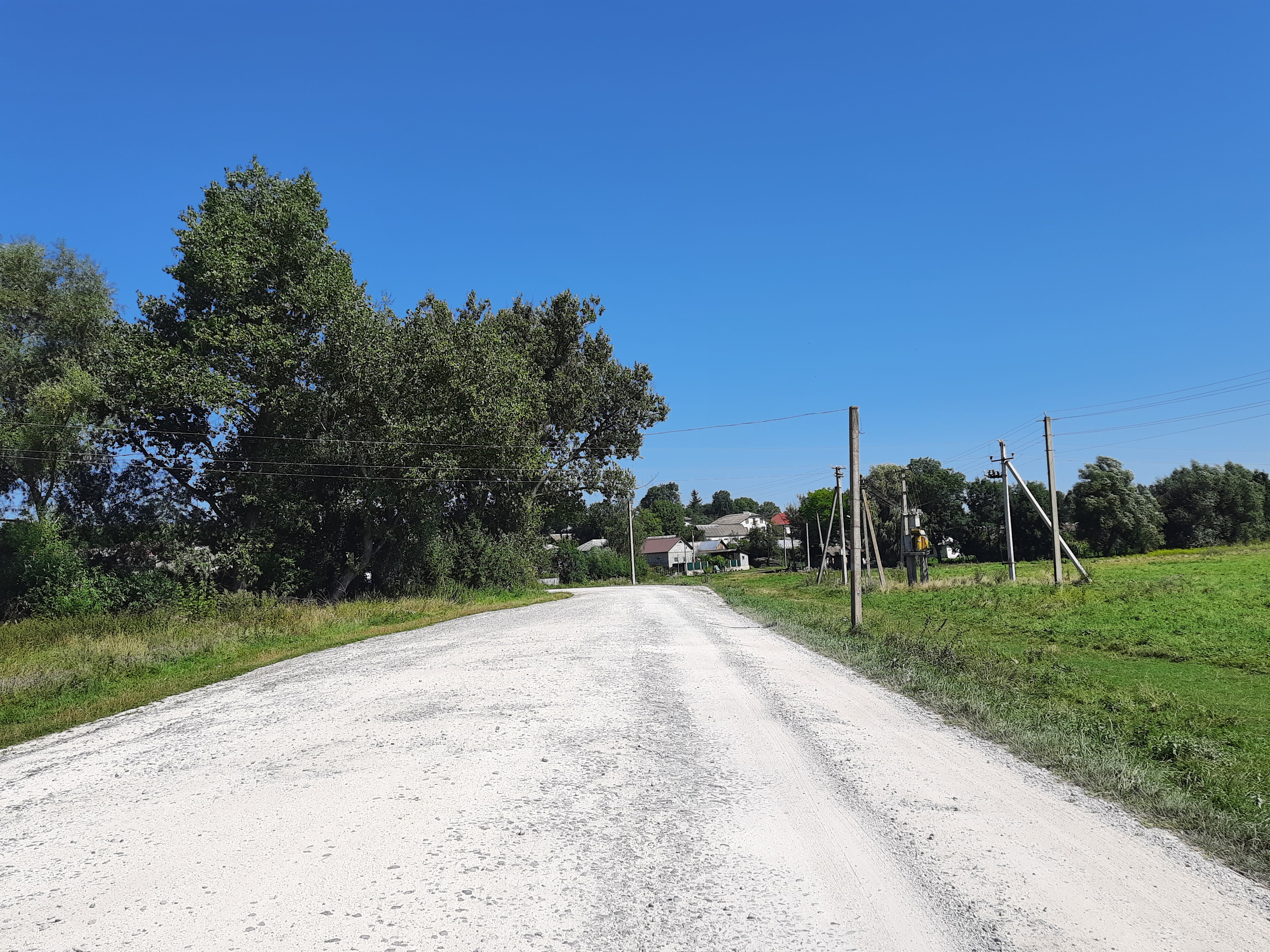
Дорога на село
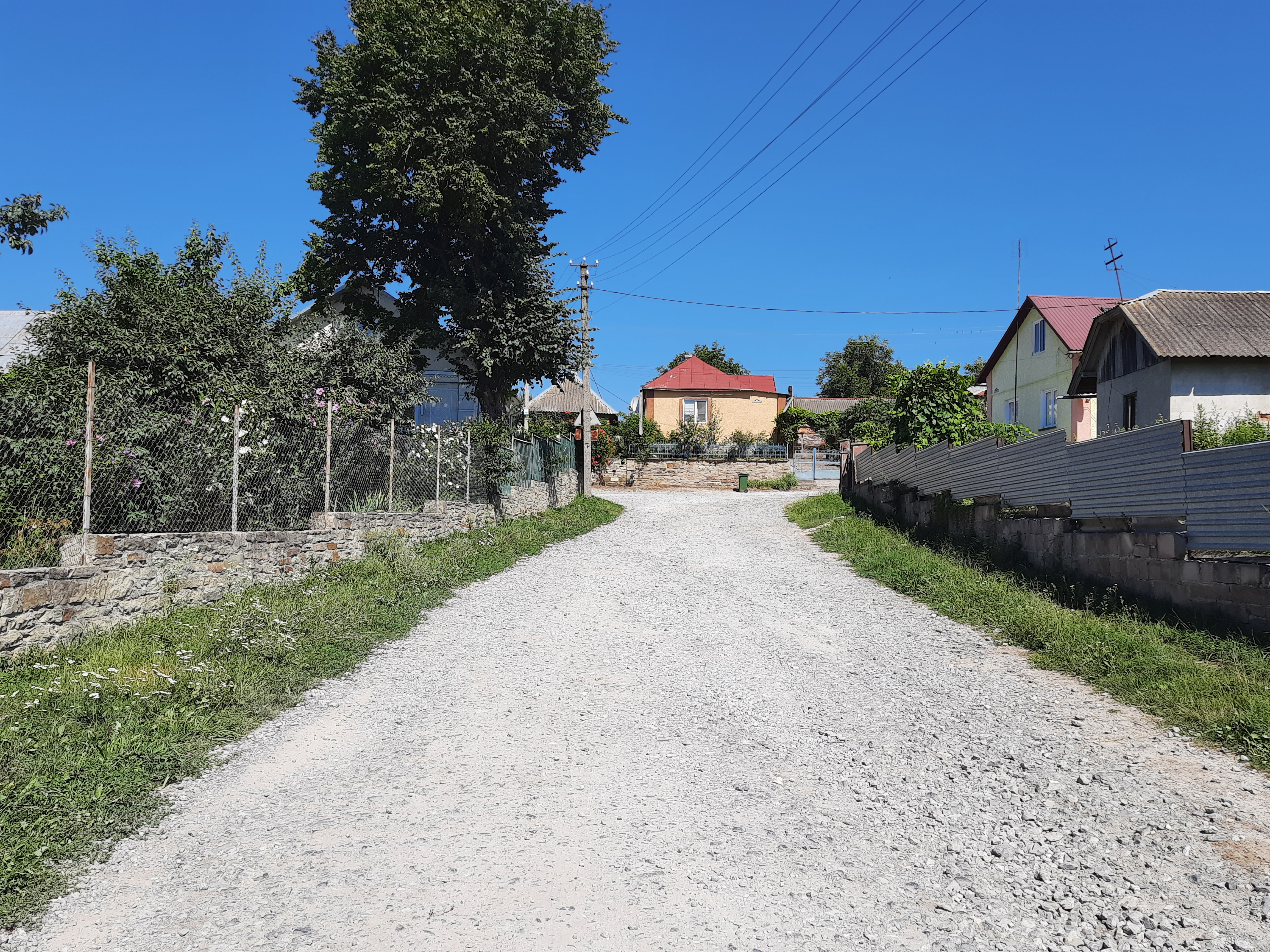
Сільська вулиця
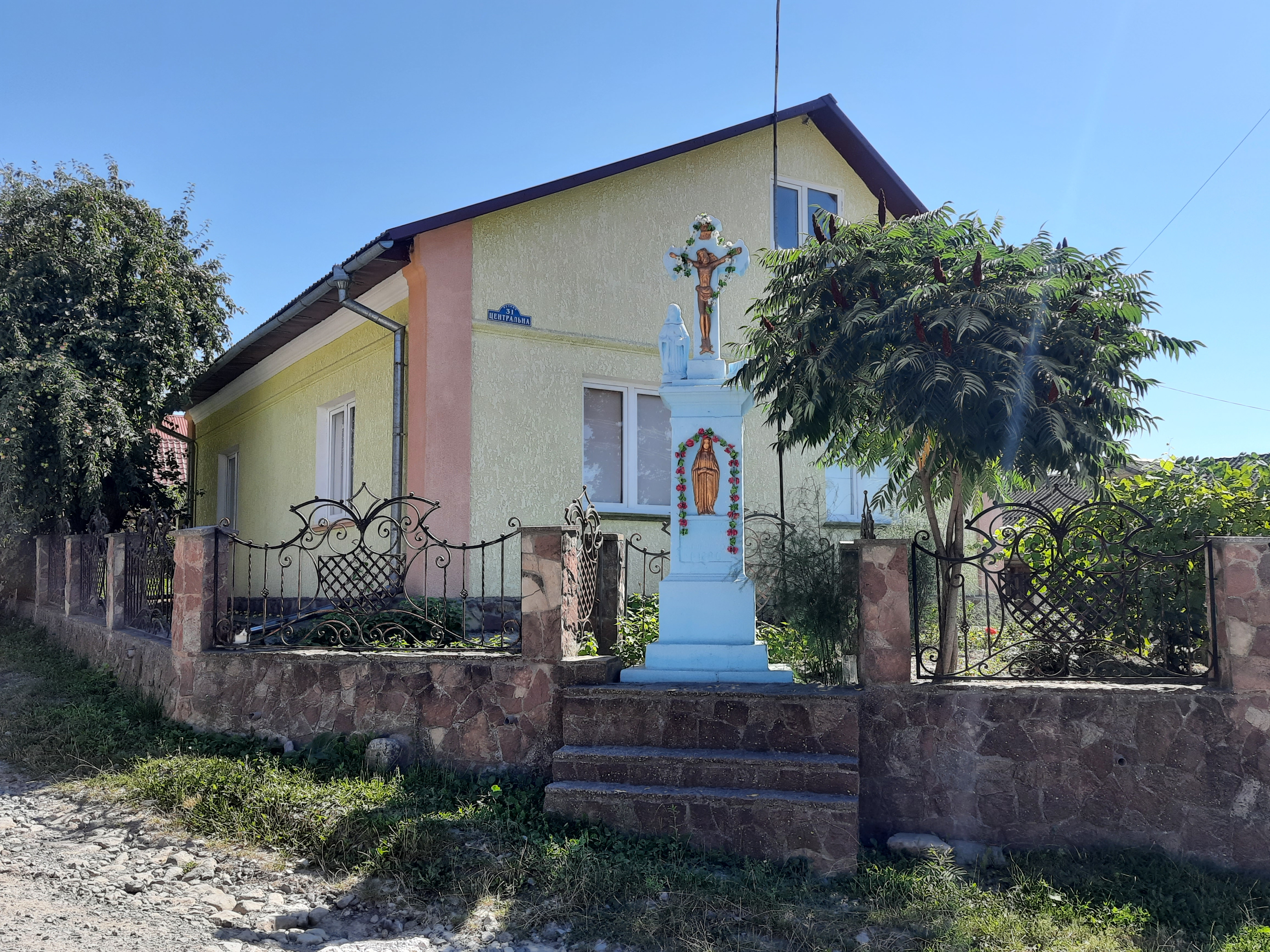
"Фігура" Горішньому Іллі
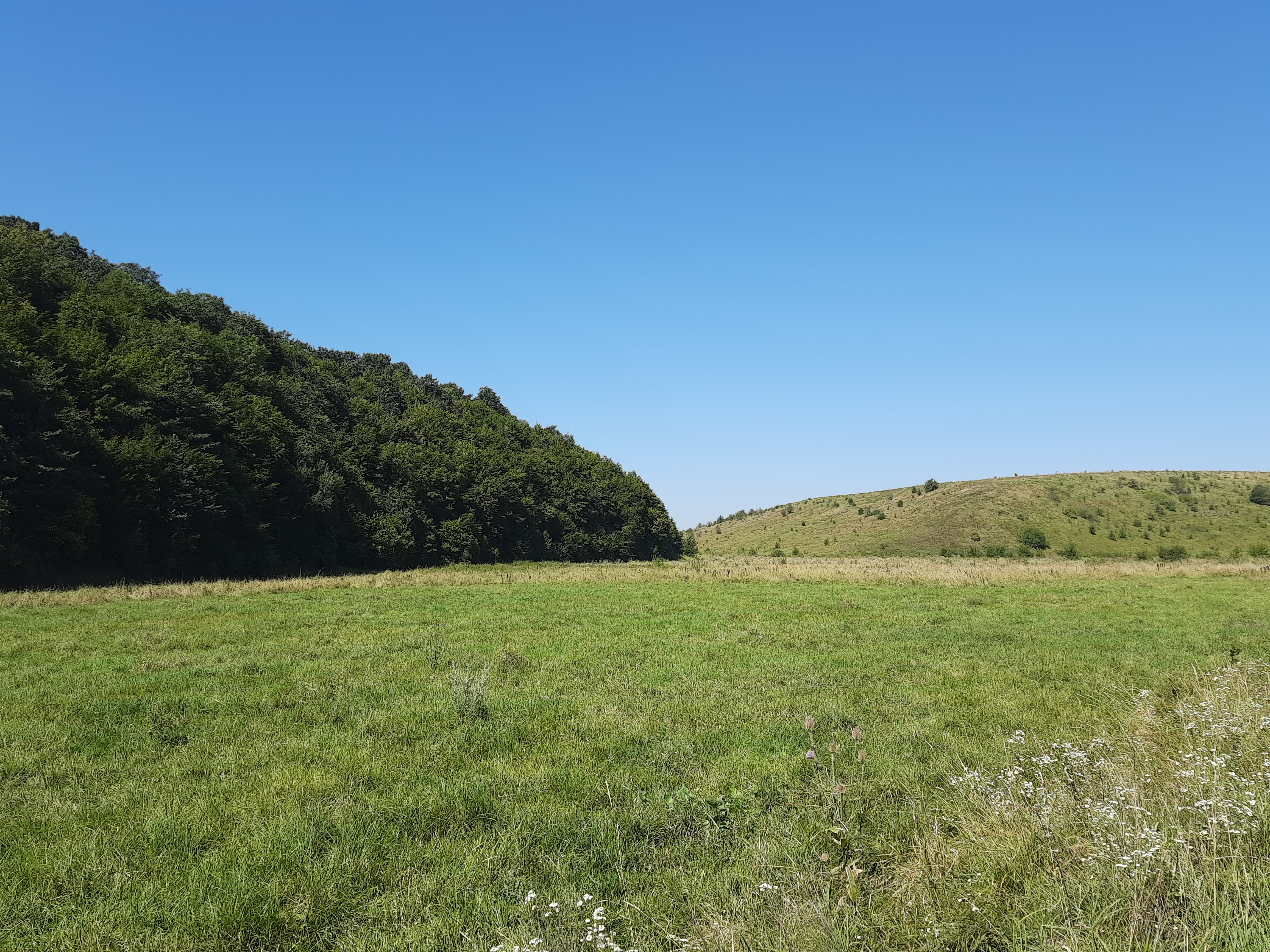
Краєвид біля села